# Клей (окръг, Небраска)
Вижте пояснителната страница за други населени места с името Клей.
Окръг Клей (на английски: Clay County) е окръг в щата Небраска, Съединени американски щати. Площта му е 1487 km², а населението - 7039 души (2000). Административен център е град Клей Сентър.